# Osza
Osza (ros. Оша) – rzeka w Rosji w obwodzie omskim, dopływ Irtyszu. Jej długość wynosi 530 km, a powierzchnia zlewni 21 300 km². Główne dopływy to Ik i Bolszoj Ajow. Największą miejscowością nad rzeką jest Kołosowka.
Według niektórych teorii nazwa rzeki pochodzi od imienia bóstwa rzecznego.

## Przebieg
Źródła rzeki znajdują się w Jeziorach Krutyńskich. Przepływa m.in. przez jeziora Kałykul, Sazykul, Tienis i Aczikul. Uchodzi do Irtyszu poniżej Znamienskoje, 1332 km od ujścia do Obu. Średni przepływ przy ujściu wynosi 13-16 m³/s. 